# Klavdia Kalougina
Klavdia Iefremovna Kalougina (russe : Клавдия Ефремовна Калугина ; née en 1926) est une sniper dans l'Armée rouge durant la Seconde Guerre mondiale. Elle rejoint les Jeunesses Communistes du Komsomol en 1943, où elle se qualifie en tant que tireuse d'élite. Elle entre en service actif à l'âge de 17 ans en mars 1944 lors des combats sur le Troisième front biélorusse comme l'une des plus jeunes tireuses d'élite. Elle est créditée de 28 combattants ennemis tués.

## Biographie
Kalougina est née en 1926. Lorsque la guerre éclate en 1941, elle commence à travailler dans une usine de munitions à Orekhovo-Zouïevo à l'est de Moscou. Selon ses dires, elle rejoint l'organisation de jeunesse du Komsomol et termine ses études secondaires chez eux. À 17 ans, en juin 1943, elle devient la plus jeune élève de l'école de tireurs d'élite. Après avoir reçu de l'aide de Zinaida Ourantseva, la commandante de l'escouade, elle devient officiellement tireuse d'élite. Avec d'autres femmes tireuses d'élite, elle est envoyée sur le front biélorusse en mars 1944, où elle sert près d'Orcha pendant plusieurs mois. Au cours de l'été, elle et son unité sont transférés en Pologne, et par la suite sur le front de Leningrad et à Königsberg qu'ils défendent jusqu'à la fin de la guerre,.